# Eucalyptus melanophloia
Eucalyptus melanophloia är en myrtenväxtart som beskrevs av Ferdinand von Mueller. Eucalyptus melanophloia ingår i släktet Eucalyptus och familjen myrtenväxter. Inga underarter finns listade i Catalogue of Life.

## Bildgalleri

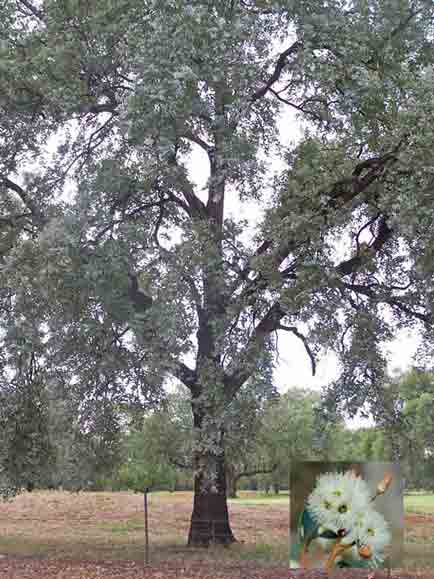
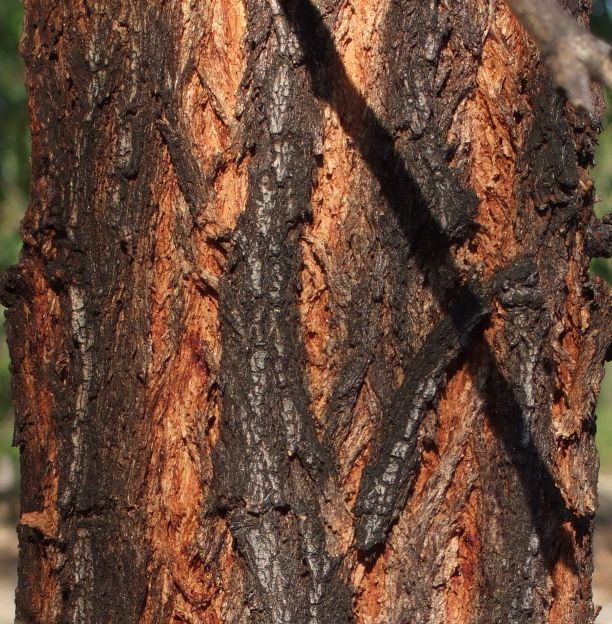
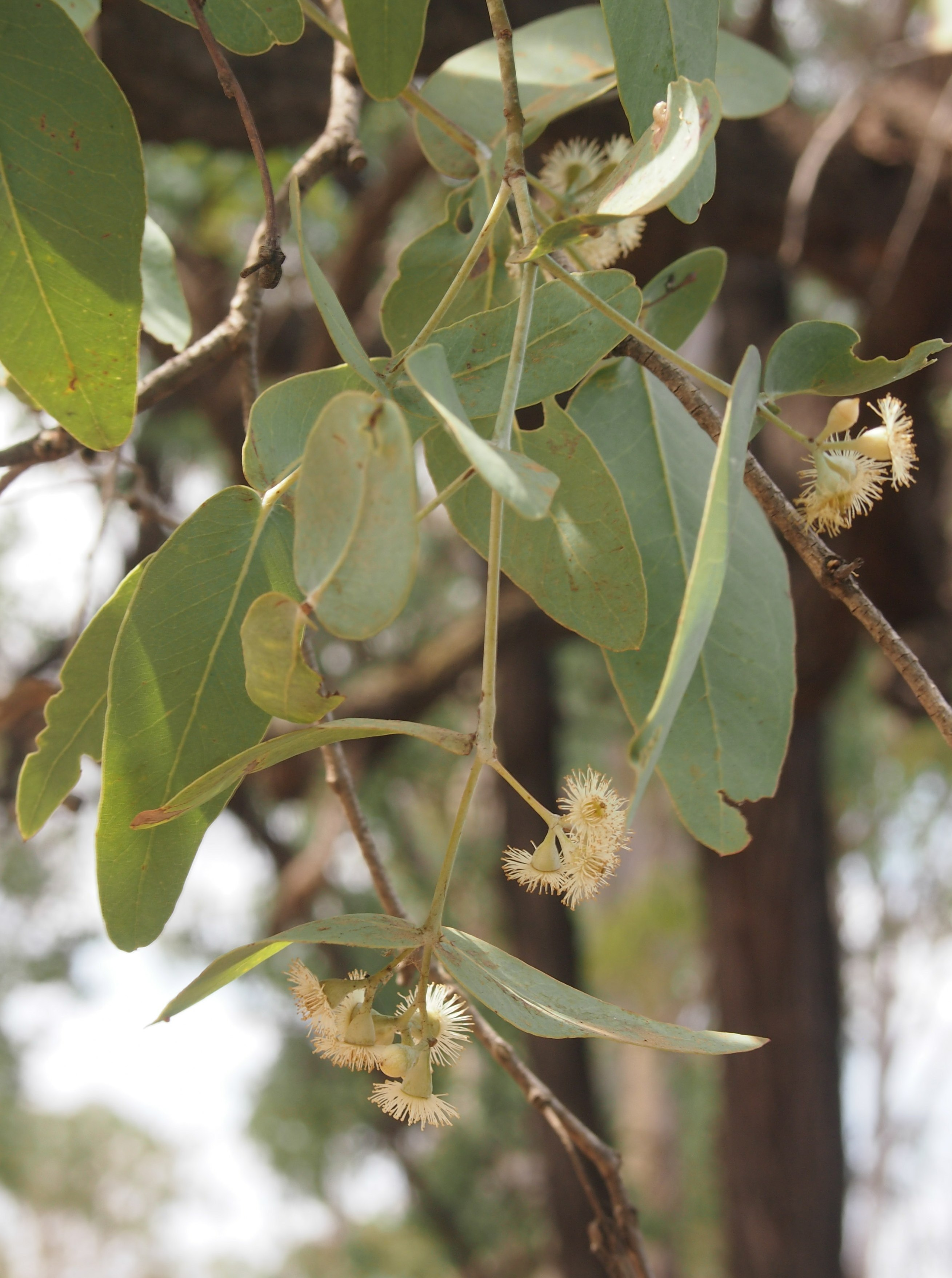
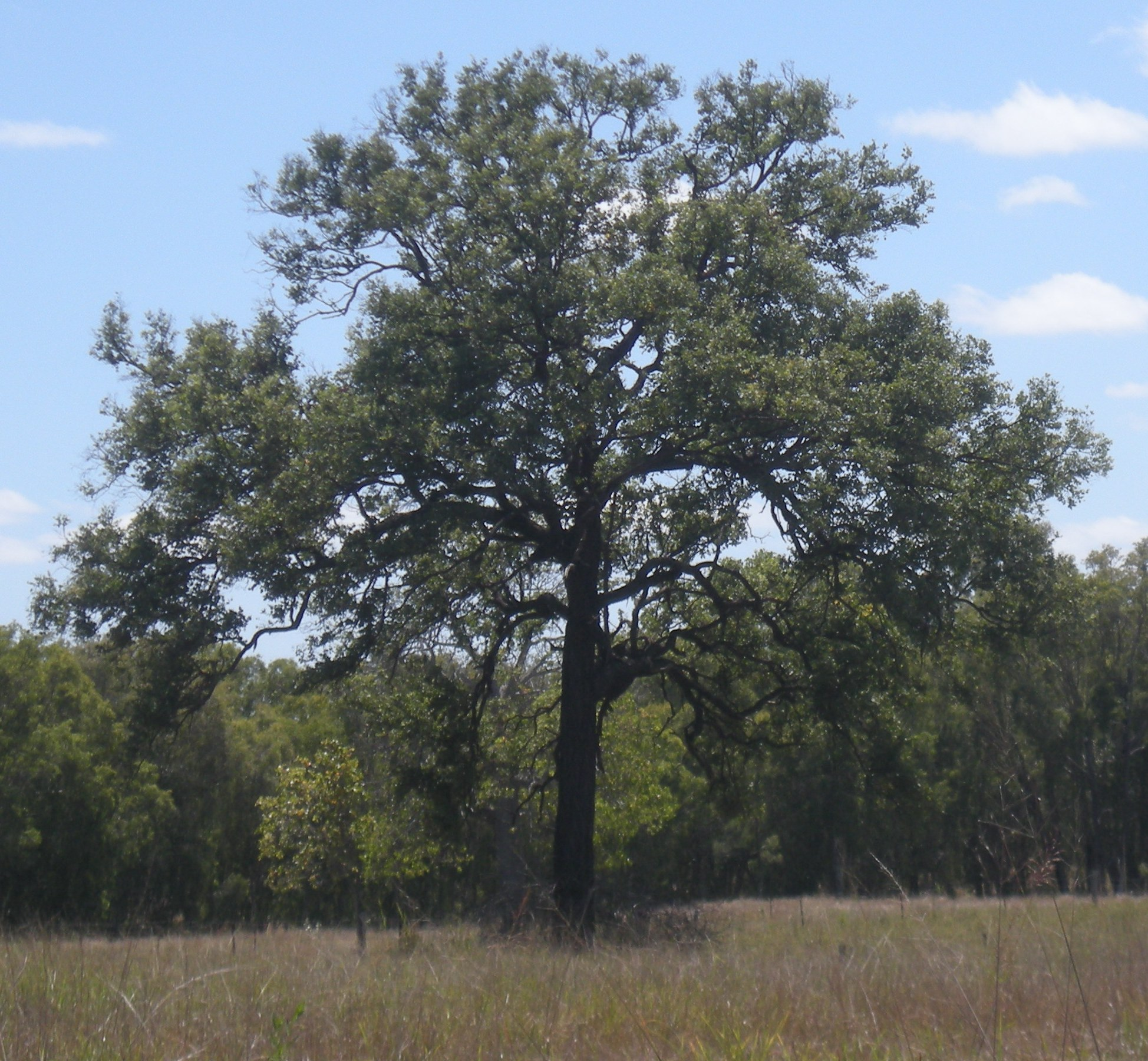
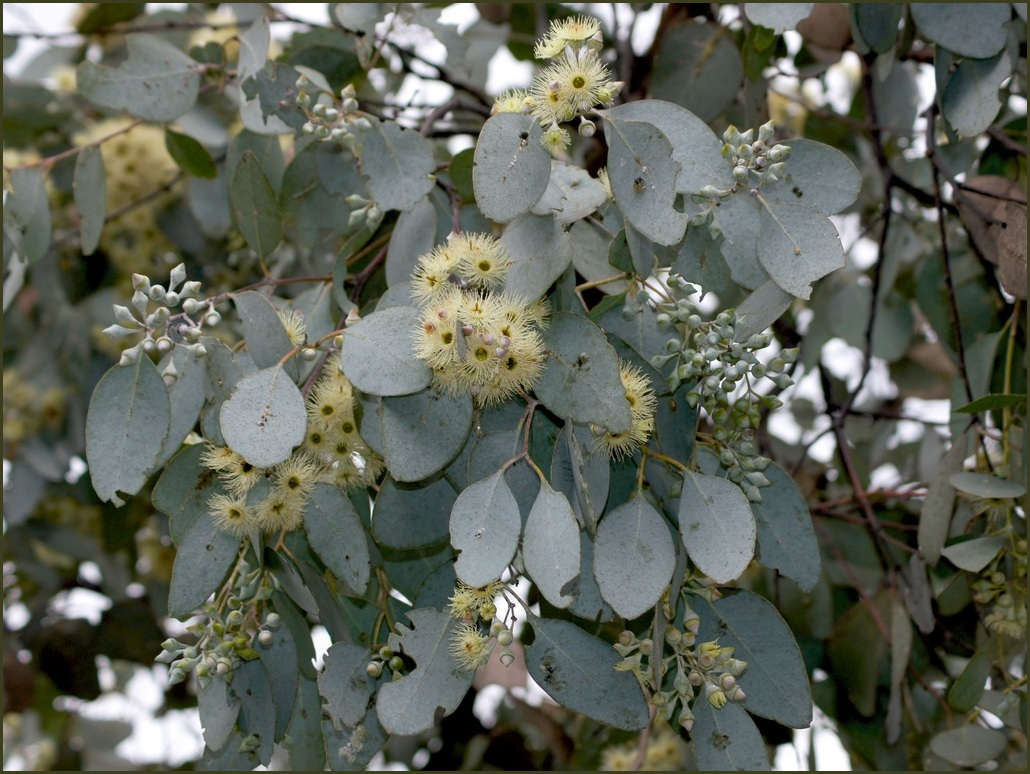
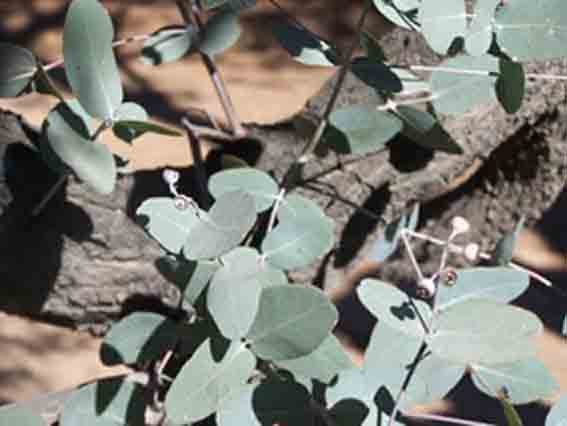